# Edmond Robert
Edmond Robert (1849-1907) est un homme politique français. Préfet de la IIIe République, il fut député de l'Oise de 1881 à 1885.

## Biographie
Edmond François Marie Robert naît le 13 janvier 1849 à Metz, en Moselle. Après des études juridiques, il devient avocat à Paris. 
Il collabore au journal L'union des jeunes, avant de cofonder La basoche en 1869. Edmond Robert publie un ouvrage sur l'histoire de la domesticité en 1875. Il est nommé sous-préfet à Nogent-sur-Seine en 1876, puis à Compiègne en 1877. Il devient préfet de l'Ardèche en 1879. Il reçoit la légion d'honneur en 1880. S'étant présenté aux législatives, il est élu député de l'Oise le 21 août 1881, siégeant comme républicain. Battu en 1885, il reprend sa carrière, comme préfet de la Vendée en 1887, puis préfet de l'Isère en 1890, des Pyrénées-Orientales en 1893 et des Côtes-du-Nord en 1902. 
Retiré de la vie publique en 1906, Edmond Robert décéda le 20 mars 1907, à Paris et est inhumé au cimetière du Père-Lachaise (41e division).

## Publications
- Les Domestiques, étude de mœurs et d'histoire, Paris : G. Baillière, 1875[3].

## Mandats
- 21/08/1881 - 09/11/1885 : Oise - Gauche républicaine[1].

## Sources
- « Edmond Robert », dans Adolphe Robert et Gaston Cougny, Dictionnaire des parlementaires français, Edgar Bourloton, 1889-1891 [détail de l’édition]